# Australische Cricket-Nationalmannschaft in Indien in der Saison 2000/01
Die Tour der australischen Cricket-Nationalmannschaft nach Indien in der Saison 2000/01 fand vom 17. Februar bis zum 6. April 2001 statt. Die internationale Cricket-Tour war Teil der internationalen Cricket-Saison 2000/01 und umfasste drei Test Matches und fünf ODIs. Indien gewann die Testserie 2–1, während Australien die ODI-Serie 3–2 gewann.

## Vorgeschichte
Indien bestritt zuvor eine Tour in Simbabwe, Australien ein Drei-Nationen-Turnier.
Das letzte Aufeinandertreffen der beiden Mannschaften bei einer Tour fand in der Saison 1999/00 in Australien statt.

## Stadien
Für die Tour wurden folgende Stadien als Austragungsorte vorgesehen.
| Stadion                    | Stadt         | Kapazität | Spiele  |
| -------------------------- | ------------- | --------- | ------- |
| M. Chinnaswamy Stadium     | Bengaluru     | 42.000    | 1. ODI  |
| M. A. Chidambaram Stadium  | Chennai       | 46.000    | 3. Test |
| Holkar Stadium             | Indore        | 30.000    | 3. ODI  |
| Eden Gardens               | Kolkata       | 82.000    | 2. Test |
| Jawarharlal Nehru Stadium  | Margao        | 19.000    | 5. ODI  |
| Wankhede Stadium           | Mumbai        | 33.000    | 1. Test |
| Subrata Roy Sahara Stadium | Pune          | 42.000    | 2. ODI  |
| ACA-VDCA Cricket Stadium   | Visakhapatnam | 30.000    | 4. ODI  |

## Kader
Australien benannte seinen Test-Kader am 8. Februar und seinen ODI-Kader am 10. März 2001.
Indien benannte seinen Test-Kader am 20. Februar und seinen ODI-Kader am 18. März 2001.
| Test | Test | ODI | ODI |
| Indien | Australien | Indien | Australien |
| --- | --- | --- | --- |
| - Sourav Ganguly (K) - Ajit Agarkar - Sairaj Bahutule - Shiv Sunder Das - Sameer Dighe - Rahul Dravid - Zaheer Khan - Nilesh Kulkarni - VVS Laxman - Nayan Mongia (wk) - Venkatesh Prasad - Venkatapathy Raju - Sadagoppan Ramesh - Rahul Sanghvi - Harbhajan Singh - Javagal Srinath - Sachin Tendulkar | - Steve Waugh (K) - Damien Fleming - Adam Gilchrist (wk) - Jason Gillespie - Matthew Hayden - Michael Kasprowicz - Justin Langer - Glenn McGrath - Colin Miller - Ricky Ponting - Michael Slater - Shane Warne - Mark Waugh | - Sourav Ganguly (K) - Ajit Agarkar - Hemang Badani - Vijay Dahiya (wk) - Rahul Dravid - Sunil Joshi - Zaheer Khan - VVS Laxman - Nayan Mongia - Virender Sehwag - Harbhajan Singh - Robin Singh - Yuvraj Singh - Javagal Srinath - Sachin Tendulkar | - Steve Waugh (K) - Michael Bevan - Nathan Bracken - Damien Fleming - Adam Gilchrist (wk) - Ian Harvey - Matthew Hayden - Shane Lee - Darren Lehmann - Glenn McGrath - Damien Martyn - Ricky Ponting - Andrew Symonds - Shane Warne - Mark Waugh |

## Tour Matches
| 17. – 19. Februar Scorecard | Nagpur | Australians 291 (69.1) & 365-9d (95.1) | – | Indien A 368 (97.4) |
|                             |        | Remis                                  |   |                     |

| 22. – 24. Februar Scorecard | Mumbai | Mumbai 328-9d (94) & 191-8d (67.3) | – | Australians 203 (64.3) & 141-6 (55) |
|                             |        | Remis                              |   |                                     |

| 6. – 8. März Scorecard | Delhi | Australians 451 (100) & 461-7 (93) | – | Indian Board President’s XI 221 (66.4) |
|                        |       | Remis                              |   |                                        |

Der australische Eröffnungs-Batsman Michael Slater hatte auf Grund von Kommentaren zum Schiedsrichter und den indischen Spieler Rahul Dravid vom Referee eine Verwarnung erhalten. Als er über die Kommentare in einem Interview im australischen Radio erzählte, verhängte der Referee eine Geldstrafe und ein Spiel Sperre.
| 17. März Scorecard | Chennai | India Veterans XI 222-7 (40/40)             | – | Australia Veterans XI 223-3 (29.1/40) |
|                    |         | Australia Veterans XI gewinnt mit 7 Wickets |   |                                       |

| 23. März Scorecard | Chennai | India XI 338-8 (40/40)        | – | Australians 184 (27.1/40) |
|                    |         | India XI gewinnt mit 154 Runs |   |                           |

## Test Matches

### Erster Test in Mumbai (WS)
| 27. Februar – 1. März Scorecard | Mumbai | Indien 176 (71.3) & 219 (94.1)    | – | Australien 349 (73.2) & 47-0 (7) |
|                                 |        | Australien gewinnt mit 10 Wickets |   |                                  |

### Zweiter Test in Kolkata
| 11. – 15. März Scorecard | Kolkata | Australien 445 (131.5) & 212 (68.3) | – | Indien 171 (58.1) & 657-7d (178) (f/o) |
|                          |         | Indien gewinnt mit 171 Runs         |   |                                        |

### Dritter Test in Chennai
| 18. – 22. März Scorecard | Chennai | Australien 391 (115.2) & 264 (97.5) | – | Indien 501 (165) & 155-8 (41.1) |
|                          |         | Indien gewinnt mit 2 Wickets        |   |                                 |

## One-Day Internationals

### Erstes ODI in Bengaluru
| 25. März Scorecard | Bengaluru | Indien 315 (49.5)          | – | Australien 255 (43.3) |
|                    |           | Indien gewinnt mit 60 Runs |   |                       |

### Zweites ODi in Pune
| 28. März Scorecard | Pune | Indien 248-9 (50)                | – | Australien 249-2 (45.1) |
|                    |      | Australien gewinnt mit 8 Wickets |   |                         |

### Drittes ODI in Indore
| 31. März Scorecard | Indore | Indien 299-8 (50)           | – | Australien 181 (35.5) |
|                    |        | Indien gewinnt mit 118 Runs |   |                       |

### Viertes ODI in Visakhapatnam
| 3. April Scorecard | Visakhapatnam | Australien 338-4 (50)          | – | Indien 245 (45) |
|                    |               | Australien gewinnt mit 93 Runs |   |                 |

### Fünftes ODI in Margao
| 6. April Scorecard | Margao | Indien 265-6 (50)                | – | Australien 269-6 (48) |
|                    |        | Australien gewinnt mit 4 Wickets |   |                       |

## Statistiken
Die folgenden Cricketstatistiken wurden bei dieser Tour erzielt.
| Tests            | Tests      | Tests   | Tests   | Tests   | Tests   | Tests   | Tests   | Tests   |
| Batting          | Batting    | Batting | Batting | Batting | Batting | Batting | Batting | Batting |
| Spieler          | Mannschaft | Spiele  | Innings | Runs    | Average | HS      | 100s    | 50s     |
| ---------------- | ---------- | ------- | ------- | ------- | ------- | ------- | ------- | ------- |
| Matthew Hayden   | Australien | 3       | 6       | 549     | 109,80  | 203     | 2       | 2       |
| VVS Laxman       | Indien     | 3       | 6       | 503     | 83,83   | 281     | 1       | 3       |
| Rahul Dravid     | Indien     | 3       | 6       | 338     | 56,33   | 180     | 1       | 1       |
| Sachin Tendulkar | Indien     | 3       | 6       | 304     | 50,66   | 126     | 1       | 2       |
| Steve Waugh      | Australien | 3       | 5       | 243     | 48,60   | 110     | 1       | 0       |
| Bowling          |            |         |         |         |         |         |         |         |
| Spieler          | Mannschaft | Spiele  | Overs   | Wickets | Average | BBI     | 5W      | 10W     |
| Harbhajan Singh  | Indien     | 3       | 178.3   | 32      | 17,03   | 8/84    | 4       | 2       |
| Glenn McGrath    | Australien | 3       | 136.2   | 17      | 15,35   | 4/18    | 0       | 0       |
| Jason Gillespie  | Australien | 3       | 126.3   | 13      | 30,30   | 3/45    | 0       | 0       |
| Shane Warne      | Australien | 3       | 152.1   | 10      | 50,50   | 4/47    | 0       | 0       |
| Colin Miller     | Australien | 1       | 55      | 6       | 33,50   | 3/41    | 0       | 0       |

| ODIs             | ODIs       | ODIs    | ODIs    | ODIs    | ODIs    | ODIs    | ODIs    | ODIs    |
| Batting          | Batting    | Batting | Batting | Batting | Batting | Batting | Batting | Batting |
| Spieler          | Mannschaft | Spiele  | Innings | Runs    | Average | HS      | 100s    | 50s     |
| ---------------- | ---------- | ------- | ------- | ------- | ------- | ------- | ------- | ------- |
| Matthew Hayden   | Australien | 4       | 4       | 303     | 75,75   | 111     | 1       | 2       |
| VVS Laxman       | Indien     | 5       | 5       | 291     | 58,20   | 101     | 1       | 2       |
| Sachin Tendulkar | Indien     | 5       | 5       | 280     | 56,00   | 139     | 1       | 1       |
| Michael Bevan    | Australien | 5       | 5       | 218     | 109,00  | 87*     | 0       | 1       |
| Adam Gilchrist   | Australien | 5       | 4       | 172     | 43,00   | 76      | 0       | 2       |
| Bowling          |            |         |         |         |         |         |         |         |
| Spieler          | Mannschaft | Spiele  | Overs   | Wickets | Average | BBI     | 5W      | 10W     |
| Glenn McGrath    | Australien | 5       | 45.5    | 10      | 26,00   | 3/52    | 0       | 0       |
| Javagal Srinath  | Indien     | 5       | 43.2    | 9       | 26,55   | 3/49    | 0       | 0       |
| Damien Fleming   | Australien | 4       | 38      | 6       | 31,33   | 2/34    | 0       | 0       |
| Nathan Bracken   | Australien | 3       | 27      | 5       | 22,40   | 2/21    | 0       | 0       |
| Ian Harvey       | Australien | 3       | 30      | 5       | 33,00   | 2/49    | 0       | 0       |
| Ajit Agarkar     | Indien     | 4       | 31      | 5       | 40,00   | 3/38    | 0       | 0       |

## Player of the Series
Als Player of the Series wurden die folgenden Spieler ausgezeichnet.
| Serie | Player of the Series |
| ----- | -------------------- |
| Test  | Harbhajan Singh      |
| ODI   | Matthew Hayden       |

### Player of the Match
Als Player of the Match wurden die folgenden Spieler ausgezeichnet.
| Spiel   | Player of the Match            |
| ------- | ------------------------------ |
| 1. Test | Adam Gilchrist                 |
| 2. Test | VVS Laxman                     |
| 3. Test | Harbhajan Singh Matthew Hayden |
| 1. ODI  | Virender Sehwag                |
| 2. ODI  | Mark Waugh                     |
| 3. ODI  | Sachin Tendulkar               |
| 4. ODI  | Matthew Hayden                 |
| 5. ODI  | Michael Bevan                  |